# Shispare
Shispare (lub Shispare Sar albo Shisparé Sar) – jeden wyższych szczytów grupy Batura Muztagh, najbardziej na zachód wysuniętej części Karakorum. 
Shispare leży na wschód od Batura Sar, najwyższego szczytu Batura Muztagh. Rzeka Hunza otacza masyw od południowego zachodu, zachodu i północnego zachodu. Dolina Hunzy leży w dystrykcie Gilgit w północnym Pakistanie.
Pierwszego wejścia dokonała ekspedycja polsko-niemiecka pod przewodnictwem Janusza Kurczaba. Członkami ekspedycji byli: Martin Albanus, Hubert Bleicher, Heinz Borchers, Leszek Cichy, Mirosław Dąbrowski, Marek Grochowski, Jan Holnicki-Szulc, Piotr Kintopf, Ryszard Marcjoniak, Andrzej Młynarczyk, Herbert Oberhofer, Maciej Piątkowski i Jacek Poręba. Wyprawa trwała 35 dni, w tym czasie jeden z członków – Heinz Borchers – zginął w lawinie.
Następna próba miała miejsce w 1989. Japońska ekspedycja pod przewodnictwem Masato Okamoto spędziła na górze 2 miesiące, ale nie zdobyła szczytu, dotarli oni na wysokość ok. 7200 m.
W 1994 r. miało miejsce drugie udane wejście, autorami była japońska ekspedycja pod przewodnictwem Yukiteru Masui.
22 sierpnia 2017 roku zespół Kazuya Hiraide i Kenro Nakajima stanął na szczycie Shispare po ukończeniu nowej drogi na pn.-wsch. ścianie o trudnościach WI5/M6, 2700 m. Wspinaczka trwała 4 dni – Japończycy spędzili 3 noce w ścianie. Drogę nazwano Shukriya – czyli „dziękuję” w języku Urdu. Za to osiągnięcie zespół japoński otrzymał nagrodę Złotego Czekana w roku 2018. 
Nie odnotowano więcej udanych wejść.